# Asplenium otites
Asplenium otites là một loài thực vật có mạch trong họ Aspleniaceae. Loài này được Link miêu tả khoa học đầu tiên năm 1833.